# Ikuma Sekigawa
Ikuma Sekigawa (関川 郁万?, Sekigawa Ikuma; Hachiōji, 13 settembre 2000) è un calciatore giapponese, difensore dei Kashima Antlers.

## Carriera
Prodotto del RKU Kashiwa High School, nel 2019 viene tesserato nella prima squadra dei Kashima Antlers. Fa il suo esordio con la squadra di Ibaraki il 24 aprile 2019 disputando l’incontro della fase ai gironi di AFC Champions League perso 0-1 contro il Gyeongnam.

## Statistiche

### Presenze e reti nei club
Statistiche aggiornate al 7 agosto 2024.
| Stagione               | Club                   | Campionato             | Campionato | Campionato | Coppe nazionali | Coppe nazionali | Coppe nazionali | Coppe continentali | Coppe continentali | Coppe continentali | Supercoppe | Supercoppe | Supercoppe | Totale | Totale |
| Stagione               | Club                   | Comp                   | Pres       | Reti       | Comp            | Pres            | Reti            | Comp               | Pres               | Reti               | Comp       | Pres       | Reti       | Pres   | Reti   |
| ---------------------- | ---------------------- | ---------------------- | ---------- | ---------- | --------------- | --------------- | --------------- | ------------------ | ------------------ | ------------------ | ---------- | ---------- | ---------- | ------ | ------ |
| 2019                   | Kashima Antlers        | J1                     | 0          | 0          | CG+CdL          | 1+0             | 0               | ACL                | 2                  | 0                  | -          | -          | -          | 3      | 0      |
| 2020                   | Kashima Antlers        | J1                     | 15         | 0          | CdL             | 2               | 0               | ACL                | 0                  | 0                  | -          | -          | -          | 17     | 0      |
| 2021                   | Kashima Antlers        | J1                     | 13         | 1          | CG+CdL          | 1+7             | 0               | -                  | -                  | -                  | -          | -          | -          | 21     | 1      |
| 2022                   | Kashima Antlers        | J1                     | 32         | 0          | CG+CdL          | 4+5             | 0+1             | -                  | -                  | -                  | -          | -          | -          | 41     | 1      |
| 2023                   | Kashima Antlers        | J1                     | 30         | 2          | CG+CdL          | 1+6             | 0               | -                  | -                  | -                  | -          | -          | -          | 37     | 2      |
| 2024                   | Kashima Antlers        | J1                     | 24         | 1          | CG+CdL          | 2+2             | 0               | -                  | -                  | -                  | -          | -          | -          | 28     | 1      |
| Totale Kashima Antlers | Totale Kashima Antlers | Totale Kashima Antlers | 114        | 4          |                 | 31              | 1               |                    | 2                  | 0                  |            | -          | -          | 147    | 5      |
| Totale carriera        | Totale carriera        | Totale carriera        | 114        | 4          |                 | 31              | 1               |                    | 2                  | 0                  |            | -          | -          | 147    | 5      |